# Novales (kommunhuvudort)
Novales är en kommunhuvudort i Spanien.   Den ligger i provinsen Provincia de Huesca och regionen Aragonien, i den nordöstra delen av landet, 300 km nordost om huvudstaden Madrid. Novales ligger 457 meter över havet och antalet invånare är 198.
Terrängen runt Novales är huvudsakligen platt, men söderut är den kuperad. Runt Novales är det mycket glesbefolkat, med 3 invånare per kvadratkilometer. Närmaste större samhälle är Huesca, 15,3 km nordväst om Novales. Trakten runt Novales består till största delen av jordbruksmark.